# تشارلز إغلستون
تشارلز إغلستون (بالإنجليزية: Charles Eggleston)‏ هو مصور وصحفي أمريكي، ولد في نوفمبر 1945، وتوفي في 6 مايو 1968.